# Gaoyang (köpinghuvudort i Kina, Hubei Sheng, lat 30,77, long 112,51)
Gaoyang (kinesiska: 高阳镇) är en köpinghuvudort i Kina. Den ligger i provinsen Hubei, i den centrala delen av landet, omkring 170 kilometer väster om provinshuvudstaden Wuhan. Antalet invånare är 39 137. Befolkningen består av 19 134 kvinnor och 20 003 män. Barn under 15 år utgör 10,0 %, vuxna 15-64 år 79 %, och äldre över 65 år 9,0 %.
Runt Gaoyang är det tätbefolkat, med 276 invånare per kvadratkilometer. Närmaste större samhälle är Jiukou, 18,3 km nordost om Gaoyang. Trakten runt Gaoyang består till största delen av jordbruksmark.
Genomsnittlig årsnederbörd är 1 225 millimeter. Den regnigaste månaden är maj, med i genomsnitt 180 mm nederbörd, och den torraste är december, med 15 mm nederbörd.